# Jorge B. Rivera
Jorge Bernardo Rivera (Buenos Aires, 1935 - 27 de agosto de 2004) fue un poeta, ensayista, crítico, periodista e investigador de temas de historia y cultura popular, considerado un pionero en investigación en medios de la comunicación en la Argentina.
Su obra -más de veinte libros e innumerables artículos y prólogos- versa sobre literatura, periodismo, cine y tango. Fue uno de los primeros académicos argentinos en estudiar sistemáticamente géneros considerados menores, como el folletín, la historieta, el policial y la literatura gauchesca.
Creó la cátedra de Historia general de los medios y sistemas de comunicación en la Facultad de Ciencias Sociales de la Universidad de Buenos Aires y fue director de la carrera de Ciencias de la Comunicación en la misma institución.

## Obra
- Beneficio de inventario (1963)
- La primitiva literatura gauchesca (1968)
- El folletín y la novela popular (1968)
- Los bohemios (1971)
- El general Juan Facundo Quiroga (1974)
- Madí y la vanguardia argentina (1976)
- La historia del tango: sus orígenes (con José Gobello y Blas Matamoro, 1976)
- Poesía gauchesca (1977)
- Asesinos de papel. Ensayos sobre narrativa policial (con Jorge Lafforgue, 1977)
- Medios de comunicación y cultura popular (con Eduardo Romano y Aníbal Ford, 1985)
- Roberto Arlt: los siete locos (1986)
- El relato policial en la Argentina: Antología crítica (1986)
- La investigación en comunicación social en la Argentina (1986)
- Claves del periodismo argentino actual (con Eduardo Romano, 1987)
- El cuento popular (1987)
- Panorama de la historieta en la Argentina (1992)
- Postales electrónicas: ensayos sobre medios, cultura y sociedad (1994)
- El periodismo cultural (1995)
- Comunicación, medios y cultura : líneas de investigación en la Argentina: 1986-1996 (1997)
- El escritor y la industria cultural (1998)
- Territorio Borges y otros ensayos breves (2000)

## Artículos
- Entrevista a Fermín Chávez (1975)
- La bohemia literaria. La inserción en el periodismo (1981) Archivado el 16 de octubre de 2008 en Wayback Machine.
- Dennis Diderot (1982)
- Las claves del sistema solar (1985)
- La máquina de capturar fantasmas (1985)
- El lunfardo rioplatense (1992)
- Roberto Arlt: el problema de la corrección (1992)
- La Patafísica en el Plata (1999)